# Мас, Эммануэль
Эммануэ́ль Мати́ас Мас (исп. Emmanuel Matías Mas; род. 15 января 1989, Сан-Хуан) — аргентинский футболист, защитник клуба «Эстудиантес». Выступал за сборную Аргентины.

## Биография
Мас начал карьеру в клубе «Сан-Мартин» из своего родного города. 19 апреля 2009 года в матче против «Атлетико Рафаэла» он дебютировал в аргентинской Примере. 6 марта 2011 года в поединке против КАИ Эммануэль забил свой первый гол за команду. В 2013 году он помог клубу выйти в финал Кубка Аргентины. За «Сан-Мартин» Мас выступал на протяжении пяти сезонов и сыграл более 100 матчей.
В июле того же года Эммануэль перешёл в «Сан-Лоренсо». Сумма трансфера составила 1,2 млн евро. 4 августа в матче против «Олимпо» он дебютировал за новый клуб. 17 ноября в поединке против «Бельграно» Мас забил свой первый гол за «Сан-Лоренсо». В 2014 году помог клубу выиграть чемпионат. 24 июля в полуфинале Кубка Либертадорес против боливийского «Боливара» Эммануэль забил два гола и помог своему клубу впервые в истории выйти в финал турнира. В августе того же года Мас стал обладателем трофея. В феврале 2016 года он помог «Сан-Лоренсо» выиграть Суперкубок Аргентины.
В начале 2017 года Эммануэль перешёл в турецкий «Трабзонспор». Сумма трансфера составила 1,3 млн евро. 13 января в матче против «Бурсаспора» он дебютировал в турецкой Суперлиге. 22 января в поединке против «Касымпаша» Мас забил свой первый гол за «Трабзонспор».
В начале 2018 года Эммануэль вернулся на родину, подписав контракт с «Бока Хуниорс». Сумма трансфера составила 2,3 млн евро. 30 июня 2021 года Мас покинул «Боку» в связи с истечением срока контракта.
14 июля 2021 года Мас на правах свободного агента присоединился к клубу MLS «Орландо Сити», подписав контракт на оставшуюся часть сезона 2021 с опцией продления на сезон 2022. В главной лиге США он дебютировал 25 июля в матче против «Нью-Йорк Сити». По окончании сезона 2021 «Орландо Сити» не стал продлевать контракт с Масом.
5 сентября 2015 года в товарищеском матче против сборной Боливии Мас дебютировал за сборную Аргентины.

## Достижения
Командные
 «Сан-Лоренсо»
- Чемпион Аргентины — Инисиаль 2013
- Обладатель Кубка Либертадорес — 2014
- Обладатель Суперкубка Аргентины — 2015